# Fabio Navarro
Fabio Navarro Díaz (Chía, Cundinamarca, 10 de agosto de 1949) es un exciclista colombiano de ruta, Campeón nacional de ruta de Colombia en 1974 y ganador del Clásico RCN en 1980.

## Palmarés
1974
- Campeonato de Colombia en Ruta
- 3º en la Vuelta a Venezuela, más 1 etapa[1]

1977
- 1 etapa de la Vuelta al Táchira
- 2 etapas de la Vuelta a Boyacá

1979
- 1 etapa de la Vuelta a Colombia

1980
- 3º en la Vuelta al Táchira
- 3º en la Vuelta a Boyacá,[2] más clasificación de la regularidad y 1 etapa
- Clásico RCN, más 1 etapa

1982
- 1 etapa del Giro della Valsesia, Italia

## Equipos
- Singer (1973-1975)
- Libreta de Plata (1977)
- Lotería de Cundinamarca (1978)
- Malta Andina (1978)
- Lotería de Boyacá (1979)
- Perfumería-Droguería Yaneth (1980-1982)